# NIRS脳計測装置
NIRS脳計測装置（NIRSのうけいそくそうち）とは、近赤外光を用いて頭皮上から非侵襲的に脳機能マッピングする、「光機能画像法」の原理を応用した装置のひとつである。「NIRS」（ニルス）、「きんせき」などと略称される。

## 歴史と仕組み
島津製作所をはじめ、国内外の研究者が、基本原理を応用し独自に装置の研究開発をすすめられ、特に1996年に日立製作所が中心として開発した、多チャンネル計測装置光トポグラフィーにより、脳機能を広い範囲でマッピングする事が可能となり、一気に臨床応用の期待が高まった。
近赤外線（波長：800nm付近）は頭皮・頭蓋骨を容易に透過して頭蓋内に広がってゆく。その反射光を 10-30 mm 離れた頭皮上の点で計測すると、脳活動の様子が、ヘモグロビン（Hb）の増減や酸素交換情報に伴う指標で計測できる。

## 利用分野
言語機能の診断や、てんかん焦点の同定など、脳神経外科領域では試験的に臨床応用されているが、実用化には至っていない。むしろベッドサイドでの簡便な方法で、脳リハビリテーションのモニターや、一般的なヒトの脳研究に利用されている。
光トポグラフィにより脳の血流の変化を測定することで、その抑うつ症状がうつ病なのか、統合失調症なのか、双極性障害なのかの鑑別診断を約7～8割の精度で行うことができる。このことによって抑うつ症状の鑑別診断の補助検査として用いることができる。臨床診断の補助として使うことについて、現在試験段階である。

## NIRS脳計測装置の各製品
国内では、多チャンネルNIRS脳計測装置としては、「NIRStation」（島津製作所）と「光トポグラフィー」（日立製作所）が主に販売されているが、両者はそれぞれ、研究者の使用にあわせて自在に装着プローブの形状や組み合わせが簡便な「ユーザー自由設定型装置」（NIRStation)と、装着プローブ間距離を30 mm に固定している「ユーザー固定型装置」（光トポグラフィー）ということで、相違点がある。